# 사샤 키블
사샤 키블(Sasha Keable, 1994년 2월 27일 ~ )은 잉글랜드의 싱어송라이터이다.